# James Remar
William James Remar (Boston, Massachusetts; 31 de diciembre de 1953) es un actor estadounidense de cine, teatro y televisión.

## Carrera
A lo largo de su carrera, ha participado en casi un centenar de proyectos, principalmente en cine y televisión. También ha realizado varios doblajes. Sus papeles más conocidos quizás sean los de Richard, el novio de Samantha, en la serie de HBO Sex and the City; Ajax en la película The Warriors (1979); Harry Morgan, el padre adoptivo de Dexter en la serie homónima de Showtime; y Albert Ganz, personaje de la película Límite: 48 horas (1982).
Además, ha interpretado a villanos en películas como Cotton Club (1984), The Phantom (1996) y Django Unchained (2012)
Otras películas en las que ha participado son: El clan del oso cavernario, Drugstore Cowboy, Fear X, Boys on the Side, Hellraiser: Inferno, The Quest, Wedlock, Tales from the Darkside: The Movie, Blade: Trinity, 2 Fast 2 Furious, The Girl Next Door, Psicosis, Quiet Cool y Mortal Kombat: Aniquilación
Remar también cuenta con una gran cantidad de apariciones estelares en series como Miami Vice, Hill Street Blues, Jericho, Third Watch, Justice League Unlimited, Battlestar Galactica y The X-Files, entre otras.
Trabajó en la serie Dexter como Harry Morgan, el padre de Dexter.
También tuvo un papel en la serie Crónicas Vampíricas como Giuseppe Salvatore, el padre de los hermanos protagonistas.
Apareció en la serie Gotham como Frank Gordon, tío de Jim Gordon.
Uno de sus trabajos más recientes en la televisión es en la serie Black Lightning donde interpreta a Peter Gambi, donde tiene un papel recurrente.

## Vida personal
Remar está casado y tiene dos hijos.

## Filmografía

### Cine
| Año  | Título                                     | Personaje                      | Observaciones           |
| ---- | ------------------------------------------ | ------------------------------ | ----------------------- |
| 1978 | On the Yard                                | Larson                         |                         |
| 1979 | The Warriors                               | Ajax                           |                         |
| 1979 | Blond Poison                               | Eric Leeder                    |                         |
| 1980 | Cruising                                   | Gregory                        |                         |
| 1980 | The Long Riders                            | Sam Starr                      |                         |
| 1980 | Windwalker                                 | Joven Windwalker               |                         |
| 1982 | Partners                                   | Edward K. Petersen             |                         |
| 1982 | 48 Hrs.                                    | Albert Ganz                    |                         |
| 1984 | The Cotton Club                            | Dutch Schultz                  |                         |
| 1986 | The Clan of the Cave Bear                  | Creb                           |                         |
| 1986 | Band of the Hand                           | Nestor                         |                         |
| 1986 | Quiet Cool                                 | Joe Dylanne                    |                         |
| 1987 | Rent-A-Cop                                 | Bailarín                       |                         |
| 1989 | The Dream Team                             | Gianelli                       |                         |
| 1989 | Silent Like Glass                          | Charly                         |                         |
| 1989 | Drugstore Cowboy                           | Gentry                         |                         |
| 1990 | Tales from the Darkside: The Movie         | Preston                        | Segmento: "Lover's Vow" |
| 1991 | White Fang                                 | Beauty Smith                   |                         |
| 1991 | Wedlock                                    | Sam                            |                         |
| 1992 | The Tigress                                | Andrei                         |                         |
| 1993 | Fatal Instinct                             | Max Shady                      |                         |
| 1993 | Blink                                      | Thomas Ridgely                 |                         |
| 1994 | Confessions of a Hitman                    | Bruno Serrano                  |                         |
| 1994 | Renaissance Man                            | Capitán Tom Murdoch            |                         |
| 1994 | Miracle on 34th Street                     | Jack Duff                      |                         |
| 1995 | The Surgeon                                | Dr. Benjamin Hendricks         |                         |
| 1995 | Boys on the Side                           | Alex                           |                         |
| 1995 | Across the Moon                            | Rattlesnake Jim                |                         |
| 1995 | Judge Dredd                                | Block Warlord Monroe           | Cameo; sin acreditar    |
| 1995 | Wild Bill                                  | Donnie Lonigan                 |                         |
| 1996 | One Good Turn                              | Simon Jury                     |                         |
| 1996 | The Quest                                  | Maxie Devine                   |                         |
| 1996 | The Phantom                                | Quill                          |                         |
| 1996 | Robo Warriors                              | Ray Gibson                     |                         |
| 1997 | Born Bad                                   | Sheriff Larabee                |                         |
| 1997 | Mortal Kombat: Aniquilación                | Lord Raiden                    |                         |
| 1998 | Psycho                                     | Patrullero                     |                         |
| 1999 | Rites of Passage                           | Frank Dabbo                    |                         |
| 2000 | Blowback                                   | John Matthew Whitman / Schmidt |                         |
| 2000 | What Lies Beneath                          | Warren Feur                    |                         |
| 2000 | The Base 2: Guilty as Charged              | Teniente coronel Strauss       |                         |
| 2000 | Hellraiser: Inferno                        | Dr. Paul Gregory               |                         |
| 2000 | Double Frame                               | Detective Tim Follett          |                         |
| 2001 | Guardian                                   | Detective Carpenter            |                         |
| 2001 | Dying on the Edge                          | Jackie James                   |                         |
| 2003 | Fear X                                     | Peter                          |                         |
| 2003 | Betrayal                                   | Alex Tyler                     |                         |
| 2003 | 2 Fast 2 Furious                           | Agente Markham                 |                         |
| 2003 | Duplex                                     | Chick                          |                         |
| 2003 | Down with the Joneses                      | Vic                            |                         |
| 2004 | The Girl Next Door                         | Hugo Posh                      |                         |
| 2004 | Blade: Trinity                             | Ray Cumberland                 |                         |
| 2007 | Ratatouille                                | Larousse                       | Papel de voz            |
| 2008 | Pineapple Express                          | General Bratt                  |                         |
| 2009 | The Unborn                                 | Gordon Beldon                  |                         |
| 2009 | 2B                                         | Tom Mortlake                   |                         |
| 2009 | Endless Bummer                             | Sam Kramer                     |                         |
| 2010 | Gun                                        | Detective Rogers               |                         |
| 2010 | Red                                        | Gabriel Singer                 |                         |
| 2011 | The FP                                     | Narrador                       | Papel de voz            |
| 2011 | X-Men: primera generación                  | General estadounidense         |                         |
| 2011 | Transformers: el lado oscuro de la luna    | Sideswipe                      | Papel de voz            |
| 2011 | Setup                                      | William Long                   |                         |
| 2011 | Arena                                      | Agente McCarty                 |                         |
| 2011 | Vs                                         | Rickshaw                       |                         |
| 2012 | Django Unchained                           | Butch Pooch / Ace Speck        |                         |
| 2013 | Horns                                      | Derrick Perrish                |                         |
| 2014 | Persecuted                                 | John Luther                    |                         |
| 2014 | Edén                                       | Coach DaFoe                    |                         |
| 2014 | Lap Dance                                  | Patrick Moore                  |                         |
| 2015 | La enviada del mal                         | Bill                           |                         |
| 2015 | Unnatural                                  | Martin Nakos                   |                         |
| 2015 | Papa: Hemingway in Cuba                    | Santo Trafficante Jr.          |                         |
| 2016 | Decommissioned                             | David Marino                   |                         |
| 2016 | The Dog Lover                              | Daniel Holloway                |                         |
| 2016 | The Land Before Time: Journey of the Heart | Topsy                          | Papel de voz            |
| 2016 | USS Indianapolis: Men of Courage           | Almirante Parnell              |                         |
| 2017 | The Saint                                  | Arnold Valecross               |                         |
| 2017 | Feed                                       | Tom                            |                         |
| 2019 | Érase una vez en Hollywood                 |                                |                         |
| 2023 | Oppenheimer                                | Henry Stimson                  |                         |
| 2024 | Transformers One                           | Zeta Prime                     | Papel de voz            |

### Televisión
| Año       | Título                                  | Rol                                                    | Notas                                   |
| --------- | --------------------------------------- | ------------------------------------------------------ | --------------------------------------- |
| 1981      | Hill Street Blues                       | Cooper                                                 | Episodio: "Rites of Spring"             |
| 1984      | The Mystic Warrior                      | Pesla                                                  | Película para televisión                |
| 1985      | Miami Vice                              | Robbie Cann                                            | Episodio: "Buddies"                     |
| 1987      | The Equalizer                           | Tremayne                                               | Episodio: "High Performance"            |
| 1987      | Deadly Nightmares                       | Ron                                                    | Episodio: "Homebodies"                  |
| 1987      | Crime Story                             | Smilin' Jack                                           | Episodio: "Blast from the Past"         |
| 1989      | Desperado: The Outlaw Wars              | John Sikes                                             | Película para televisión                |
| 1990      | Kojak: None So Blind                    | Wolfgang Reiger                                        | Película para televisión                |
| 1990      | Night Visions                           | Sargento Thomas Mackey                                 | Película para televisión                |
| 1991      | Session Man                             | McQueen                                                | Película para televisión                |
| 1991      | Tales from the Crypt                    | Red Buckley                                            | Episodio: "Dead Wait"                   |
| 1991      | Brotherhood of the Gun                  | Frank Weir                                             | Película para televisión                |
| 1992      | Strangers                               | Bernard                                                | Película para televisión                |
| 1992      | Indecency                               | Mick Clarkson                                          | Película para televisión                |
| 1996      | Cutty Whitman                           | Cutty Whitman                                          | Película para televisión                |
| 1997      | Total Security                          | Frank Cisco                                            | Papel principal; 13 episodios           |
| 1998      | Inferno                                 | Dr. Coleman West                                       | Película para televisión                |
| 1999      | Walker, Texas Ranger                    | Keith Bolt                                             | Episodio: "The Principal"               |
| 2000      | 18 Wheels of Justice                    | Mitch Davis / "Gabriel"                                | Episodio: "Wages of Sin"                |
| 2001      | 7th Heaven                              | James Carver                                           | 2 episodios                             |
| 2001      | The Huntress                            | Tiny Bellows                                           | Papel principal; 28 episodios           |
| 2001      | Strong Medicine                         | Guy Falls                                              | Episodio: "Systemic"                    |
| 2001      | The X-Files                             | Professor Josef Kobold                                 | Episodio: "Dæmonicus"                   |
| 2001–2006 | Justice League/Justice League Unlimited | Hawkman / Carter Hall Shadow Thief Manhunter principal | Papel de voz; 4 episodios               |
| 2002      | The Twilight Zone                       | Alois Hitler                                           | Episodio: "Cradle of Darkness"          |
| 2002      | Third Watch                             | Detective Madjanski                                    | 4 episodios                             |
| 2002–2004 | Sex and the City                        | Richard Wright                                         | Papel recurrente; 12 episodios          |
| 2003      | Peacemakers                             | Cole Hawkins                                           | Episodio: "Legend of the Gun"           |
| 2003      | Without a Trace                         | Lucas Vohland                                          | Episodio: "Confidence"                  |
| 2004      | The Grid                                | Hudson "Hud" Benoit                                    | Miniserie                               |
| 2004      | The Survivors Club                      | Roan Griffin                                           | Película para televisión                |
| 2004      | Ike: Countdown to D-Day                 | General Omar Bradley                                   | Película para televisión                |
| 2004      | Meltdown                                | Coronel Boggs                                          | Película para televisión                |
| 2005      | Battlestar Galactica                    | Meier                                                  | 2 episodios                             |
| 2006      | CSI: Miami                              | Capitán Quentin Taylor                                 | Episodio: "Open Water"                  |
| 2006      | Thief                                   | Agent Patterson                                        | Miniserie                               |
| 2006–2007 | Eli Stone                               | Salinsky                                               | Episodio: "Praying for Time"            |
| 2006–2007 | Jericho                                 | Jonah Prowse                                           | Papel recurrente; 5 episodios           |
| 2006–2008 | The Batman                              | Black Mask                                             | Papel de voz; 3 episodios               |
| 2006–2013 | Dexter                                  | Harry Morgan                                           | Papel principal; 96 episodios           |
| 2007      | Sharpshooter                            | Dillon                                                 | Película para televisión                |
| 2009      | The Unit                                | Reece                                                  | Episodio: "Hero"                        |
| 2009      | Criminal Minds                          | Tom Benton                                             | Episodio: "Demonology"                  |
| 2009      | The Spectacular Spider-Man              | Walter Hardy / Cat Burglar                             | Papel de voz; episodio: "Opening Night" |
| 2009      | The Christmas Hope                      | Mark Addison                                           | Película para televisión                |
| 2009–2010 | Batman: The Brave and the Bold          | Two Face                                               | Papel de voz; 2 episodios               |
| 2009–2010 | Ben 10: Alien Force                     | Vilgax; voces adicionales                              | Papel recurrente; 7 episodios           |
| 2010      | D.R.E.A.M. Team                         | Shawn Murphy                                           | Película para televisión                |
| 2010      | Numb3rs                                 | Randall Priest                                         | Episodio: "Arm in Arms"                 |
| 2010      | FlashForward                            | James Ermine                                           | Episode: "Blowback"                     |
| 2010      | The Vampire Diaries                     | Giuseppe Salvatore                                     | 2 episodios                             |
| 2010      | Private Practice                        | Gibby                                                  | Episodio: "Playing God"                 |
| 2011      | Human Target                            | Warden Cole                                            | Episodio: "Warden Cole"                 |
| 2011      | Hawaii Five-0                           | Elliott Connor                                         | Episodio: "Ua Hiki Mai Kapalena Pau"    |
| 2011      | Young Justice                           | Joar Mahkent / Icicle Sr. / Wilcox                     | Papel de voz; episodio: "Terrors"       |
| 2011      | Pound Puppies                           | Sarge                                                  | Papel de voz; episodio: "The K9 Kid"    |
| 2011–2012 | Ben 10: Ultimate Alien                  | Vilgax / Ultimate Vilgax                               | Papel recurrente                        |
| 2013      | Hatfields & McCoys                      | Joe Hatfield                                           | Miniserie                               |
| 2013–2014 | Beware the Batman                       | Silver Monkey / Mr. Reese                              | Papel de voz; 3 episodios               |
| 2013–2014 | The Legend of Korra                     | Tonraq                                                 | Papel de voz; 14 episodios              |
| 2013–2014 | Grey's Anatomy                          | James Evans                                            | Papel recurrente; 6 episodios           |
| 2013–2014 | Wilfred                                 | Henry Newman                                           | 5 episodios                             |
| 2014      | From Dusk Till Dawn: The Series         | Padre Gecko                                            | Episodio: "Boxman"                      |
| 2014–2015 | State of Affairs                        | Syd Vaslo                                              | 9 episodios                             |
| 2016      | The Shannara Chronicles                 | Cephalo                                                | Papel recurrente; 7 episodios           |
| 2017      | Gotham                                  | Frank Gordon                                           | 3 episodios                             |
| 2017–2018 | NCIS: Los Angeles                       | Almirante Sterling Bridges                             | 3 episodios                             |
| 2017–2018 | The Path                                | Kodiak                                                 | Papel recurrente; 9 episodios           |
| 2018–2021 | Black Lightning                         | Peter Gambi                                            | Personaje recurrente; 45 episodios      |
| 2025      | Dexter: Resurrection                    | Harry Morgan                                           |                                         |